# Кастельянос, Анхель
А́нхель Кастельянос Сеспе́дес (исп. Ángel Castellanos Céspedes; 15 ноября 1952, Мигельтурра, Кастилия-Ла-Манча — 2 января 2024, Гранада, Андалусия) — испанский футболист, играл на позиции центрального защитника и центрального полузащитника.

## Биография

### Клубная карьера
Кастельянос начинал карьеру в клубе одного из низших дивизионов «Манчего». В 1971 году перешёл в «Сабадель», за который начал играть в заключительной части сезона 1971/72. Дебютировал в Примере 2 апреля 1972 года в матче с «Севильей» (0:0). После вылета «Сабаделя» из Примеры перешёл в «Гранаду», за которую играл в течение четырёх сезонов.
В 1976 году Кастельянос перешёл в «Валенсию», в которой стал основным игроком. В составе «летучих мышей» он отыграл 10 сезонов, выиграл Кубок Испании в 1979 году, Кубок обладателей кубков 1980 года и Суперкубок УЕФА. Вместе с такими игроками как Рикардо Ариас и Хавьер Субирац Кастельянос внёс вклад в эти победы, став одним из лучших оборонительных игроков. Несмотря на это, он отличался довольно жёстким стилем, за который его часто освистывали болельщики.
После вылета «летучих мышей» в Сегунду перешёл в «Гранаду», в которой в 1987 году закончил игровую карьеру.

### Карьера в сборной
Дебютировал за сборную Испании 25 сентября 1974 года в матче квалификации на чемпионат Европы 1976 года со сборной Дании, в котором испанцы одержали победу со счётом 2:1. Всего за сборную Испании сыграл 3 матча.

### Признание и смерть
В июле 2017 года был назначен на должность почётного президента «Гранады» за его спортивные заслуги перед этим клубом и умению представлять его ценности.
Скончался 2 января 2024 года в Гранаде в возрасте 71 года после борьбы с болезнью Альцгеймера.

## Достижения
«Валенсия»
- Обладатель Кубка Испании (1): 1978/79
- Обладатель Кубка обладателей кубков УЕФА (1): 1979/80
- Обладатель Суперкубка Европы (1): 1980